# Вашконшелош Мотта, Карлуш Кармелу де
Карлуш Кармелу де Вашконшелош Мотта (порт. Carlos Carmelo de Vasconcelos Motta; 16 июля 1890, Бон-Жезус-ду-Ампару, Бразилия — 18 сентября 1982, Апаресида, Бразилия) — бразильский кардинал. Титулярный епископ Алджицы и вспомогательный епископ Диамантины с 29 июля 1932 по 19 декабря 1935. Администратор епархии Диамантины в 1933—1934. Архиепископ Сан-Луиш-до-Мараньяна с 19 декабря 1935 по 13 августа 1944. Архиепископ Сан-Паулу с 13 августа 1944 по 18 апреля 1964. Первый председатель епископской конференции Бразилии в 1952—1958. Администратор архиепархии Апаресиды 19 апреля 1958 по 18 апреля 1964. Архиепископ Апаресиды с 18 апреля 1964 по 18 сентября 1982. Кардинал-священник с 18 февраля 1946, с титулом церкви Сан-Панкрацио-фуори-ле-Мура с 22 февраля 1946. Кардинал-протопресвитер с 23 октября 1979 по 18 сентября 1982.